# ヘリボーン

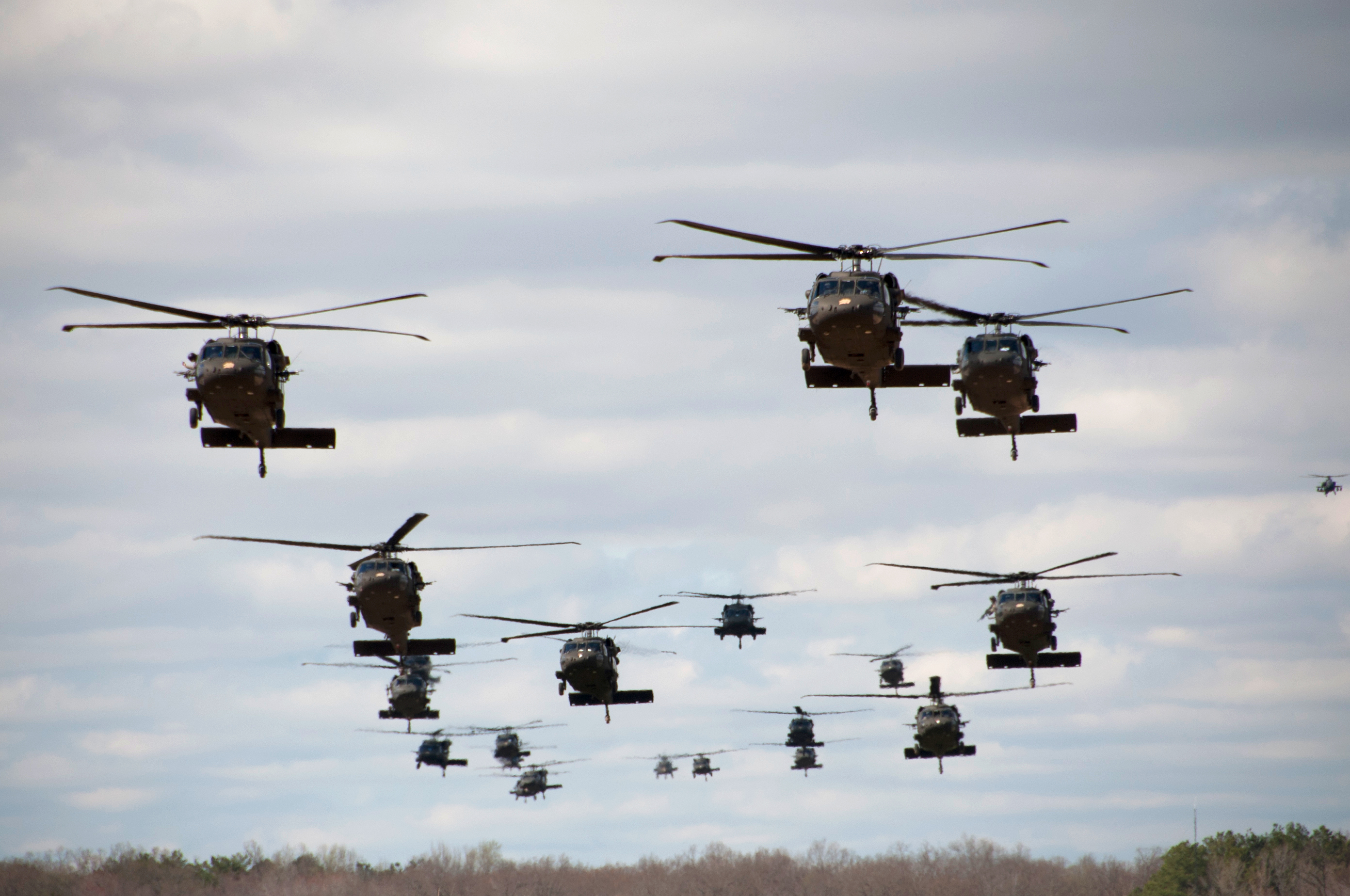
UH-60でヘリボーンを実施する第101空挺師団

ヘリボーン（ヘリボンとも、英: Heliborne）は、ヘリコプターにより部隊を機動・展開させる戦術。固定翼機によるエアボーンと対比される概念であり、空中機動作戦や水陸両用作戦、特殊作戦など様々に活用され、今やヘリボーンを含まない陸上作戦はありえないと評される。空中強襲（くうちゅうきょうしゅう、英: air assault）ともいう。

## 空中機動作戦でのヘリボーン戦術
計画にあたり、戦術的に考慮するべき事項は下記の6点である。
- 攻撃目標の情報収集
- 搭載計画
- 搭載地点から着陸地帯への移動ルート
- 降下前の火力支援
- 降下展開
- 展開後に任務を完遂するため行う部隊の調整

### 情報収集・搭載・移動
部隊は、ヘリコプターに搭乗した状態では本来の火力を発揮できず、また特に着陸の瞬間にはヘリコプターが回避機動をとる余地が乏しくなるため、ヘリボーン戦術で最大の弱点となる。このことから、事前の情報収集では任務地域にいる敵部隊の能力・位置に主眼が置かれる。ベトナム戦争でのアメリカ軍は、歩兵部隊を輸送する強襲チームに先行して、まず観測ヘリコプターと攻撃ヘリコプターによる偵察チームによって捜索活動を行っていた。また偵察によって発見した敵が小部隊であったり、地上パトロールの必要が生じた場合に備えて歩兵部隊も編成に含まれており、例えば第1騎兵師団の空中騎兵中隊は空中偵察小隊（OH-6A×9機）、空中小銃小隊（UH-1D×6機）、空中武器小隊（AH-1G×9機）から編成されて、威力偵察はOH-6AとAH-1Gが2機ずつでチームを組んで行うのが通例であった。
またヘリコプターは対空兵器に対して脆弱であるため、搭載地点から着陸地帯への移動ルートを選定する際には、敵の対空兵器や電子戦兵器で攻撃されないことが重要となる。このためには地形の活用が有効で、渓谷のような回廊地形は直接照準射撃から機体を守るためには有効だが、逆にヘリコプターの機動性を制限してしまうという欠点もある。理想的には、山のような大きな地形を遮蔽物として使うことができ、しかも常に広々とした空域を通過して、狭い地形を通ることがないほうがよい。
着陸地帯 (Landing zone) の選定には厳しい基準がある。まずヘリコプターが着陸するために、平らで見通しがよい地形でなければならない。機体の規模にもよるが、概して、機体そのもののために約35メートル、ローターのために50メートルの空間が必要になる。また垂直に降下することもできるが、数百メートルの着陸帯があれば、更に正確に接近することができ、特に強風時には着陸帯の設定が望ましい。その一方で、航空機から降りた部隊が警戒陣地を設営できるよう、周辺には遮蔽物がある場所が望ましい。また降下した部隊が兵站業務などを行えるだけの広さも必要である。
搭載計画は、作戦の兵站面に関わる問題であり、地上に展開する部隊が戦闘力を十二分に発揮できるように作成しなければならない。分隊や射撃チームは、降下したらすぐに一体となって戦えるように、必要な装備を全て携行して同じ機体に搭乗する必要がある。一方、部隊指揮官たちは、別々の機体に分乗して、冗長性を確保するほうが望ましい。また着陸順序としては、最重要部隊・装備が先頭を切って、着陸地帯を確保することになる。

### 降下前後の火力支援
上記の通り、着陸の瞬間はヘリボーン部隊がもっとも脆弱になることから、火力支援が極めて重要となる。強襲用ヘリコプター自体も重武装し、また同行する攻撃ヘリコプターによる火力支援も不可欠である。ベトナム戦争でのアメリカ軍のヘリボーン戦術では、上記の偵察チームだけでなく、歩兵部隊を輸送する強襲チームにも攻撃ヘリコプターが編入されていた。
この場合、攻撃ヘリコプターの任務は敵部隊の撃破ではなく短時間の制圧なので、大口径の機関砲よりは、ロケット弾のように瞬間最大火力の大きな地域制圧型の兵器の方が適している。ヘリコプターの攻撃態勢として最も効果があるのは急降下中のロケット発射で、機体が加速することで、ロケット弾の飛行性能と命中精度が向上する。
また友軍の砲兵や迫撃砲による支援射撃も行われるが、この場合、ヘリコプターの航路と砲兵の弾道が干渉しないように事前の計画が必要となり、また着陸地帯そのものではなくその周辺部に行われるのが通常である。更にヘリボーンで展開する部隊自身も、ヘリコプターによって迫撃砲や火砲を輸送できるため、降下展開がある程度進行すると、これらによる火力支援も開始される。ベトナム戦争時のアメリカ軍は、一定規模以上の空中機動作戦では、必ず砲兵部隊を投入して火力支援を提供できるように措置していた。

### 降下展開と撤収
ヘリコプターに搭乗する部隊は、ヘリコプターを降りたら、どこへ向けても発砲できるよう態勢を整えなければならない。通常、着陸すると部隊は両側のドアから降り、ヘリコプターを中心として、作動中の回転翼のすぐ外側に、武器を構えて腹ばいになり、円陣防御の態勢をとる。部隊は、この態勢のままでヘリコプターが上昇するのを待つことが多く、また夜間作戦などでは更に5分間そこで留まることで、騒音・振動が激しいヘリコプター内部の環境から地上の環境に感覚を適応させることができる。また場合により、ヘリコプターが着陸するかわりに低空でホバリングし、リペリングやファストロープによって降下展開することもある。
先に降下・展開した部隊が敵の射撃を受けたら、直ちに制圧射撃を開始し、着陸地帯から移動して敵への攻撃を試みる。着陸地帯の周辺に防衛境界線を構築し、その後の着陸が滞りなく行われるようにする。このようにして着陸地帯を確保し、作戦部隊と装備が全て配置された後、地上作戦が開始される。
空中機動作戦は、他の地上部隊と合流するのでない限り、作戦部隊の回収で終結することが多いため、着陸地帯の確保が重要となる。任務が長期間に及ぶ場合は、継続的に補給を受けられるよう、部隊の移動ルート上に再補給用の着陸地帯を確保しなければならない。
- UH-60から降りて防御の態勢をとるアメリカ陸軍兵士
- UH-1Jからリペリング降下する陸上自衛隊員

### 得失
固定翼機によるエアボーンと比べると、ヘリボーンは以下のような利点を持つ。
特殊訓練・装備不要
アメリカ陸軍では、1日程度の基礎講習だけで、普通の歩兵部隊でもヘリボーンに投入可能であるとみなしていた。また落下傘の用意などといった、降下に必要な出撃前の諸準備も不要である。
着陸地帯の選択肢の増大
落下傘降下に適さない山岳地帯や森林地帯、市街地といった地勢においても、わずかな降下適地があれば実施可能となる。
指揮系統の統一化
多くの国では降下部隊と落下傘降下に用いる戦術輸送機の所属は別軍種（陸軍と空軍等）となっているため、エアボーン作戦実施のためには双方で綿密な調整が必要だが、ヘリボーンでは降下部隊とヘリコプターの双方を有する陸軍・海兵隊単独で実施できる。
実施に際しての安全性と柔軟性
エアボーンの場合、パラシュート降下中に兵員や物資が風に流され、分散・損失するリスクがある。輸送グライダーを使用すれば集中して目的地に到着できるが、着陸地帯の選択肢が大きく狭まる上に、使い捨てであるため不経済である。ヘリコプターであれば、グライダーと同様に部隊がまとまって降下できるうえに、再利用可能であるため経済性に優れ、しかも部隊の撤収にも使用できる。
重装備の携行
エアボーンの場合、重装備の投下に困難が伴うため、軽装備で戦わねばならない傾向がある。これに対し、ヘリボーンであれば、輸送車両・装甲車・火砲を特別な装備なしに搭載または吊下することができるため、部隊の火力を強化しやすい。
一方、以下のような欠点もある。
長距離進出の困難さ
航続距離と速度による制限により、長距離に進出することが困難である。
投入可能な兵力の少なさ
ヘリコプターは搭乗可能な人数が少なく、固定翼輸送機に比べて大型装備を運搬することが困難で、大量の物資・重量物を運搬することもできない。

## 歴史

### 黎明期 (1940・50年代)

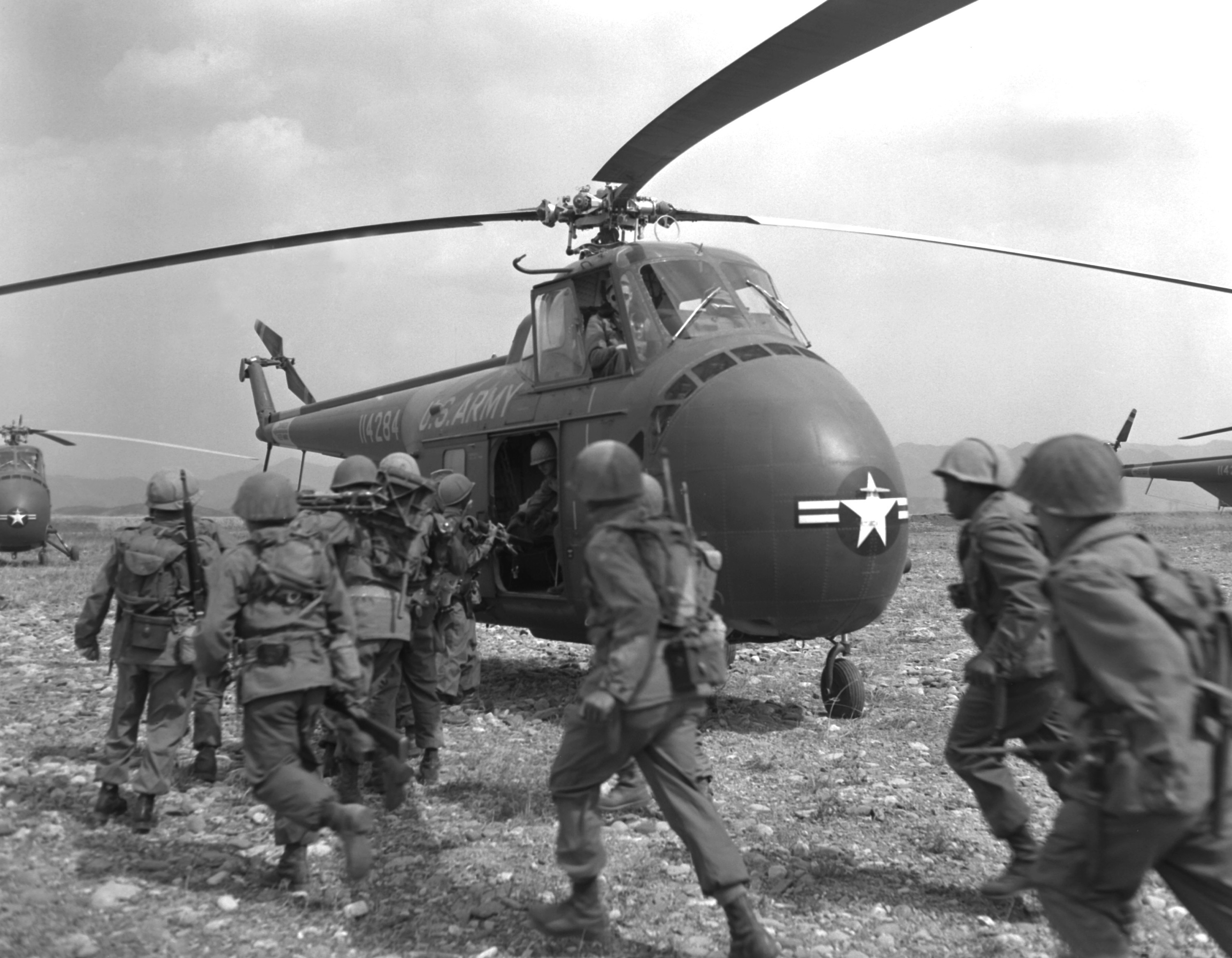
朝鮮戦争で部隊を輸送するS-55

ナチス・ドイツはヘリコプターの実用化に熱心な国の一つであった。ハインリヒ・フォッケらのFw 61は当局に強い印象を与え、航空省はその拡大版の開発を要請した。同機より二まわりほど大型のFa 223が少数ながらも量産され、一部はミッテンヴァルトの山岳戦闘学校において、山砲・弾薬の空輸などの実験に供された。ただし実験が終了した1944年秋の時点で、既にドイツ空軍は航空優勢を奪われており、同機の生産数が少なかったこともあって、実際の空輸作戦が行われることはなかった。一方、連合国もヘリコプターの開発を進めており、1944年春からはイギリス軍がビルマの戦いでシコルスキー R-4を用いた負傷兵後送を開始し、アメリカ軍もこれに続いた。
大戦後もヘリコプターの技術・戦術の開発が進められており、1947年12月、アメリカ海兵隊は、シコルスキーR-5を装備する実験飛行隊として第1海兵ヘリコプター飛行隊（HMX-1）を編成した。シコルスキーR-5の輸送力は貧弱なものであったが、1948年5月の上陸演習「オペレーション・パッカードII」においては、航空母艦を母艦としたヘリボーンを実施して、その有用性を立証した。これらは朝鮮戦争が勃発すると早速実戦に投入されることになり、1950年8月2日に釜山に到着したアメリカ海兵隊の第6海兵観測飛行隊（VMO-6）は、固定翼機とともにシコルスキーR-5を運用しており、直ちに作戦行動を開始して、観測・連絡や負傷者後送 (CASEVAC)に活躍した。また1951年9月2日に釜山に到着した第161海兵ヘリ輸送飛行隊（HMR-161）は、より強力なシコルスキー S-55を15機装備しており、まず9月13日のウインドミルI作戦で試験的に1個大隊の補給物資を空輸したのち、翌週のサミット作戦で、史上初の本格的ヘリボーン作戦が実施された。これは1個中隊と所要物資を、制高点である重要な尾根の頂上に空輸するというものであった。
一方、アメリカ陸軍は大戦後に航空機のほぼ全てを空軍に引き渡しており、そして空軍は戦略爆撃を重視していたためにヘリコプターの運用・開発への関心が薄かったこともあって、ヘリコプターの活用という点では海兵隊の後塵を拝することになった。1950年代以降、陸軍は空軍任せにせず、自らの枠組み内でヘリコプターの開発・運用を進めていくようになり、1954年にはジェームズ・ギャビン将軍が「騎兵は馬を意味するものではない」と題する書籍を出版し、空中騎兵というコンセプトを提示した。
またイギリス軍も、1951年より、イギリス領マラヤでの対ゲリラ作戦において、コマンド部隊や物資の輸送、空中偵察や連絡などに活用した。

### アルジェリアとスエズ (1950年代)

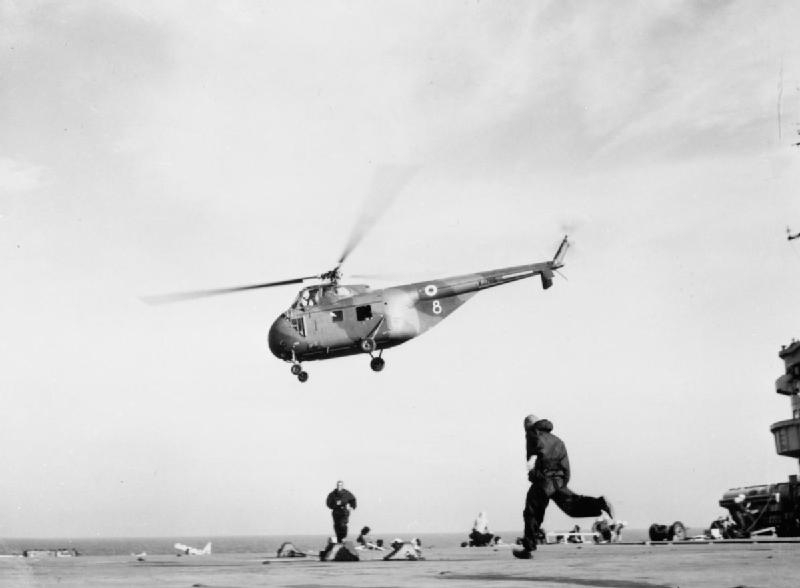
「オーシャン」から発進するホワールウィンド

1954年、フランス領アルジェリアで民族解放戦線およびその軍事部門としての民族解放軍が組織され、独立戦争が始まった。同地は、国土の大部分をサハラ砂漠が占める乾燥した平原地帯だが、北部では海岸と平行してアトラス山脈が走り、また南東部にもホガール山地などの山地・高原が広がるという、ヘリコプターの特性を活かしやすい地勢であった。このため、フランス軍はパイアセッキH-21やシコルスキー S-58などのヘリコプターを前例がないほど大量に投入し、アグーネンダの戦いにみられるように、ヘリボーン戦術を展開した。
アルジェリア戦争では、本格的な武装ヘリコプターが登場した。下記の通り、部隊が降着する瞬間が最も脆弱になることから、このときに火力支援を提供することで、単なる空中機動に留まらず、敵前での空中強襲作戦が可能となった。また山地では、民族解放軍が多数の洞窟陣地を構築していたことから、SS.11対戦車ミサイルを国産のアルエット IIに搭載して実戦投入し、対戦車ヘリコプターの嚆矢ともなった。
また1956年の第二次中東戦争では、イギリス海兵隊により、史上初めてヘリボーン戦術による水陸両用作戦が実施された。11月6日、コマンドー母艦「オーシャン」、「シーシュース」から発進したウェストランド ホワールウィンドおよびブリストル シカモアなどヘリコプター22機により、89分間で415名の海兵隊員および23トンの物資が揚陸されて、ポートサイドを確保した。米ソの介入により、戦争目的そのものは達成されなかったものの、へリボーンの新しい可能性が示された。アメリカ海兵隊でも、朝鮮半島での実績に基づいてヘリコプター戦力の拡充を続けており、1958年3月には、上陸演習「ラントフィブエックス-58」で、2隻の空母から1個増強海兵連隊をヘリボーン揚陸するという大規模な実験を成功させた。

### ベトナム戦争 (1960・70年代)

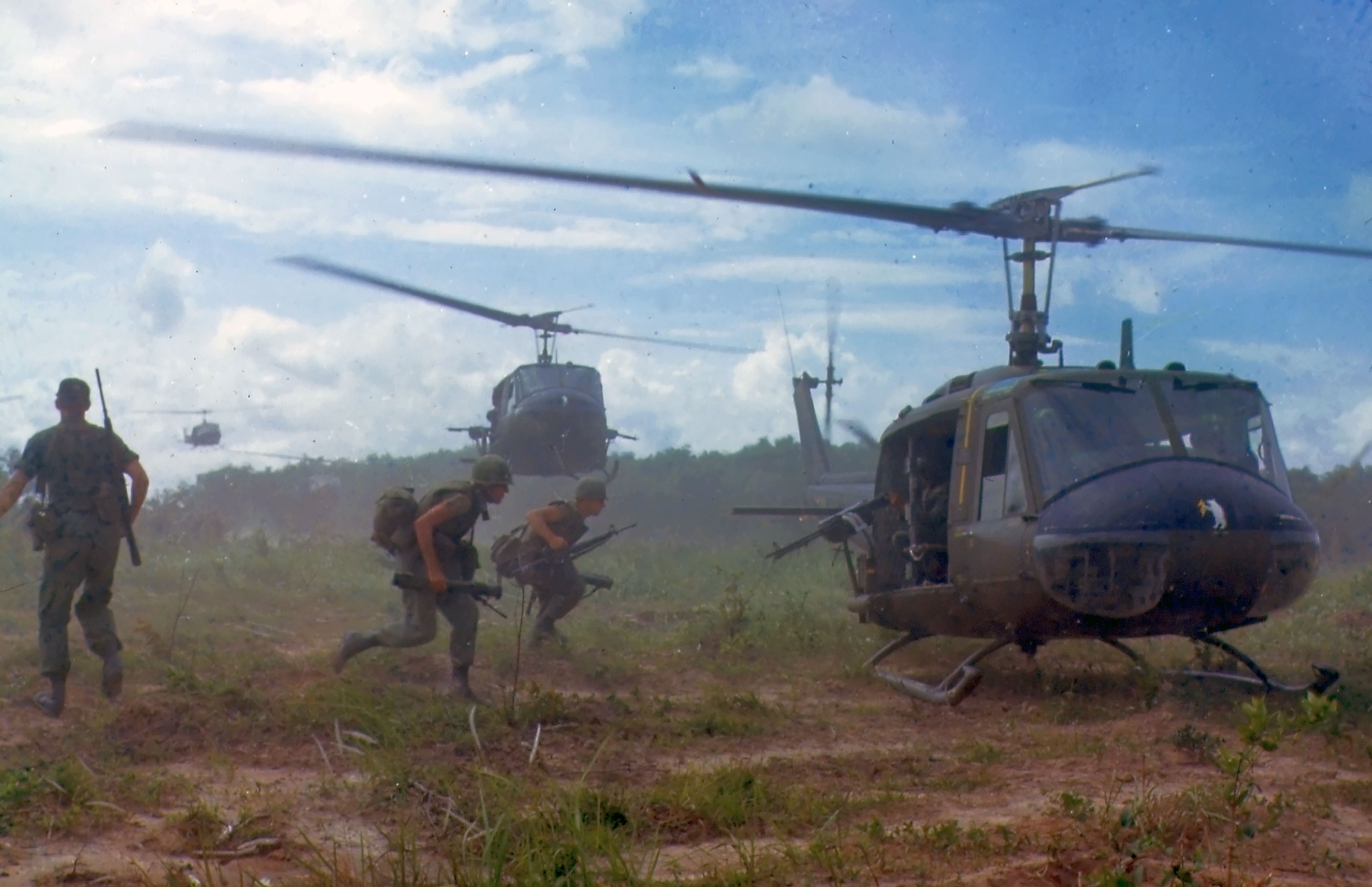
ベトナムで作戦中の米陸軍UH-1D

1960年代初頭より、アメリカ合衆国は南ベトナムを支援しての軍事介入を開始しており、1961年には、パイアセッキH-21を装備する陸軍第8・57輸送中隊がベトナムに派遣されて、南ベトナム軍部隊を空輸してのヘリボーン作戦が開始された。その後も介入は順次に拡大されていき、1965年の陸軍の派遣開始とともに、10月には第1騎兵師団がベトナムに到着した。
同師団は空中機動師団に改編された直後であり、OH-13観測ヘリコプター約90機、UH-1汎用ヘリコプター約290機、CH-47輸送ヘリコプター約50機を装備し、更にCH-54輸送ヘリコプターも臨時配属されていた。この莫大な空輸能力により、師団独力で一度に4,000名以上の兵員を空輸する能力があり、歩兵だけに留まらず、騎兵（偵察）、砲兵、更に支援部隊までもをヘリボーン展開することができた。すなわち、史上初の「空中機動可能な諸兵科連合部隊」であった。
熱帯雨林での森林戦という、機動力が大きく制約される作戦環境に対して、ヘリボーンは極めて有効であり、特に対ゲリラ作戦として展開されていた索敵撃滅 (Search and destroy) 作戦で重要な役割を担った。これは神出鬼没の共産軍部隊を捕捉するための戦法で、各地に小兵力のパトロール隊を多数展開して、共産軍部隊と接触した場合にはただちに主力部隊をヘリボーンで展開させ、これを撃滅するというものであった。この作戦によってゲリラの優位性は大きく減殺され、1967年は「南ベトナム側がベトナム戦争に勝利を収めるチャンスがあった最初で最後の年」と称された。
その後、1968年のテト攻勢を転機としてベトナミゼーションが進むなかで、1971年2月には、ホーチミン・ルートを遮断して南ベトナム独力での戦争継続を支援するため、700機以上のヘリコプターを動員してラオス領内に50キロも侵攻するというラムソン719作戦が決行された。これはベトナム戦争で最大のヘリボーン作戦であったが、北ベトナム軍の反撃、特に1,000基もの対空兵器に直面して、100機以上のヘリコプターを喪失し、失敗した。

### アフガニスタンとフォークランド (1980年代)
ソビエト連邦は1979年よりアフガニスタンへの関与を深めており、同年12月より本格的な侵攻を開始した。当初、抵抗はすぐに鎮圧されるものと想定されていたが、実際には、ムジャーヒディーンとの長い戦闘を強いられることになった。
当時のソ連軍の装備・戦術体系は北大西洋条約機構（NATO）との戦闘を想定したもので、そのままでは対ゲリラ作戦に対応できなかったことから、試行錯誤が重ねられたが、特殊作戦、エアボーン、そしてヘリボーンは特に有用性が認められた。フルンゼ軍事大学が編纂した戦例集では、「全ての輸送隊にヘリコプターの護衛をつけるべきであったが、必ずしもそうすることはできなかった」と評された。
また1982年のフォークランド紛争では、発端となったサウスジョージア侵攻の際、アルゼンチン海兵隊はピューマおよびアルエットIIIによって上陸した。イギリス軍もヘリコプターを活用しており、揚陸の際に使用したほかにも、フォークランド諸島の道路状況が極めて劣悪だったために、上陸後の移動でもヘリボーンが多用されることになった。ただし当初派遣された機体だけでは足りず、追加の機体を輸送してきたコンテナ船「アトランティック・コンベアー」が撃沈されたことで、特にCH-47の不足に悩まされた。

### エアランド・バトルと湾岸戦争 (1980・90年代)

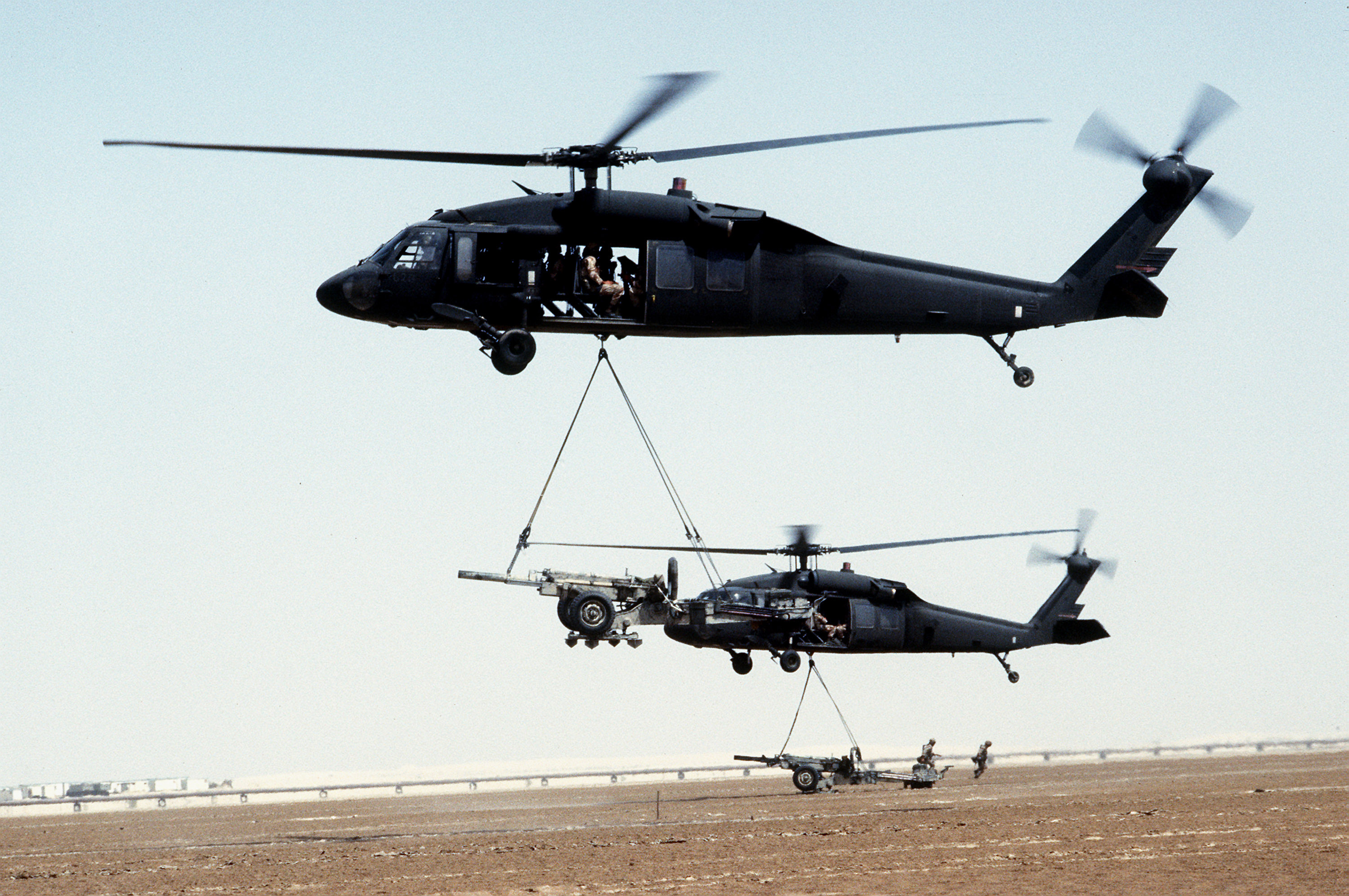
砂漠の盾作戦中、榴弾砲を輸送する第82空挺師団のUH-60

一方、ベトナムから撤退したアメリカ陸軍は、欧州正面において通常戦力でワルシャワ条約機構軍に対抗するため、体制の抜本的な見直しに着手した。まず1976年の野戦教範FM100-5の改訂では積極防御 (Active defense) の姿勢が盛り込まれ、敵の主攻正面以外の戦線から部隊を抽出して敵の主攻正面に再配置することが提唱されたが、この一環として、BGM-71 TOW対戦車ミサイルなどを装備した対戦車部隊をヘリボーンで空中機動させることが考慮されていた。
そして更なる検討を経て、1982年に行われた再度改訂の際に、新しい戦闘教義としてエアランド・バトルが採択された。これは全面的に機動戦を志向して、その名の通りに空地一体の立体作戦を展開するものであり、ヘリコプターなしには作戦行動が成立しないほど重要な役割を占めるに至った。
その後、1989年のマルタ会談で東西冷戦の終結が宣言されたことで、エアランド・バトルが主戦場として想定していた欧州正面で実行に移されることはなかったが、1991年の湾岸戦争では、基本的にこの教義に基づいて作戦が進められた。第18空挺軍団はかつてない規模のヘリボーン作戦を展開してイラク軍主力の後方を遮断するなど、「左フック」の拳の先端はヘリボーン部隊が担っていた。

## 各国のヘリボーン部隊
上記の通り、ヘリボーンは特殊な訓練・装備を必要としないことが利点の一つだが、概して、エアボーンを想定した空挺部隊や、水陸両用作戦を想定した海兵隊はヘリボーンにも適合しやすい。またその他にも、特にヘリボーンを重視した編制を採用した部隊もある。またイーグルクロー作戦の失敗によって、特殊作戦でのヘリボーンにはヘリコプターの乗員にも特殊な訓練が必要となることが意識されるようになり、専門の飛行隊が組織されることもある。
- 陸上自衛隊
  - 第12旅団
  - 第1空挺団
  - 第102飛行隊 - 特殊作戦群がヘリボーン戦術を実施する場合、本部隊のヘリコプターを使用するとされている[17]。
- アメリカ陸軍
  - 第101空挺師団 - 1974年にエアボーン部隊からヘリボーン部隊に再編され、航空強襲訓練学校も設立された[16]。
  - 第1騎兵師団 - 上記の通り、ベトナム戦争時には空中機動師団として編制されていたが、その後、機甲師団に再編された。
  - 第160特殊作戦航空連隊 - 陸軍特殊作戦コマンドのヘリコプター部隊[16]。
- ロシア空挺軍
- イギリス陸軍
  - 第16空中強襲旅団戦闘団